# Théâtre Expérimental des Femmes
Le Théâtre expérimental des femmes (TEF) est une compagnie théâtrale non-mixte fondée en 1979 par Pol Pelletier, Nicole Lecavalier et Louise Laprade. La troupe est active sous ce nom jusqu'en 1990, date de mutation vers l'actuelle troupe de l'Espace Go.

## Mission artistique
Le but du TEF relève de l'importance de la création collective, de l'expérimentation et de la dramaturgie dans une perspective féministe. Les fondatrices mettent en valeur des créations avec des artistes de différents domaines et elles abordent des thèmes se rapportant à la féminité et ses enjeux dans la société du moment. Elles souhaitent au départ créer uniquement entre femmes, pour éviter les discordances et les blocages possibles lorsqu'elles travaillent avec des hommes, comme elles l'avaient fait au sein du Théâtre Expérimental de Montréal. Elles remettent en question les rôles traditionnels féminins en réinvestissant les archétypes, se rapportant à la mythologie et à l'histoire et revalorisent ainsi des figures absentes de la scène.
Leur mission dépasse le cadre du théâtre en ayant aussi pour but de « mener une recherche théâtrale essentiellement axée sur l'exploration d'un imaginaire féminin et diffuser la culture des femmes par des événements de toutes sortes (festivals, conférences, etc.)». Les festivals de créations de femmes ont lieu en 1980, 1982 et 1983 et ils participent à la revalorisation de la création féminine. Une même revalorisation se fait lors des conférences sur l'histoire des femmes (Nos héroïnes)  qui remettent en lumière des figures féminines oubliées de l'histoire.

## Historique

### Amorce d'une réflexion, les femmes au sein du Théâtre expérimental de Montréal
En 1978, dans Trac Femmes, les femmes du Théâtre Expérimental de Montréal (TEM) amorcent une réflexion par rapport à la création féminine et abordent des principes qui seront fondateurs au TEF en faisant un retour sur les expériences féminines dans le cadre de ce théâtre. Elles écrivent au début de Trac Femmes «L'activité femme a provoqué beaucoup de réflexions, de débats, de conflits parfois au sein du TEM et il était grand temps que les intéressées s'interrogent sur le fait de la création proprement féminine, sur son pourquoi et son comment. » Des différences au niveau idéologique sont donc une des causes de la division à venir : «Pol Pelletier considère qu’elle et les autres femmes ne peuvent exprimer pleinement leur réalité, activer un imaginaire féminin unique (et occulté), en travaillant toujours en conjonction avec les hommes du groupe ».

### Naissance du Théâtre Expérimental des femmes
L'année suivante, en 1979, Le TEF est né d'un schisme du Théâtre Expérimental de Montréal (TEM) en deux entités distinctes: Le Nouveau Théâtre expérimental (NTE) et le TEF. De 1979 à 1983, la troupe occupe la maison Beaujeu, ancien lieu de création du TEM. Le noyau de la troupe est alors composé de Pol Pelletier, Louise Laprade et Nicole Lecavalier. Lors des deux premières années, ce seront davantage des créations collectives qui y seront présentées. Les thèmes de ces création collectives se rejoignent, «le  rapport  à  la  mère, à  l'homme, à  la  violence  quotidienne, au harcèlement, à la jalousie, etc». Ces thèmes se rapprochent aussi de À ma mère, à ma mère, à ma voisine (1978) qu'elles avaient créées au sein du TEM. À partir de 1981, des créations individuelles seront présentées en commençant par La lumière blanche (1981) de Pol Pelletier.

### Expansion et mutation de la troupe
C'est en 1981 que Ginette Noiseux intègre la troupe. C'est la même année que des hommes partagent pour la première fois la scène avec les femmes du TEF dans la pièce de Jovette Marchessault La terre est trop courte, Violette Leduc. En 1982, c'est Lise Vaillancourt qui s'ajoute à la structure du groupe, elle écrira plusieurs pièces au sein du TEF: Ballade pour trois baleines (1982), Marie Antoine; opus 1 (1984) et Billy Strauss (1990). Jeanette Laquerre s'ajoute aussi à l'équipe de direction en 1983. Un changement s’opère donc peu à peu avec le délaissement de la création collective et l'intégration de plus en plus d'hommes au sein des créations.
Puisque le bail de la maison Beaujeau n'est pas renouvelé en 1983, la troupe est itinérante durant 2 ans pour ensuite déménager en 1985 dans une petite manufacture de la rue Clark, qu'elles baptiseront l'Espace GO. Pol Pelletier quitte le groupe la même année.
En 1987, le théâtre est au bord de la faillite et présente un spectacle bénéfice, Le Beau Show, pour éviter cette situation. À partir de cette année, Ginette Noiseux assure seule la direction artistique de la troupe.

### Passage à l'Espace Go
En 1990, le nom du TEF est changé pour celui de l'Espace GO, ce nom n'est donc plus seulement celui du lieu, mais aussi celui de la troupe. C'est en 1995 que s'achève la construction de l'actuel Espace GO. À ce jour, Ginette Noiseux y est encore à la direction artistique.
Le TEF, au cours de son existence, a vécu certaines tensions. Jusqu'à nos jours, certains éléments de mésentente perdurent. En 2010, Pol Pelletier fait une sortie dans Le Devoir, accusant l'actuelle directrice artistique de l'Espace GO, Ginette Noiseux, d'utiliser la date de création du TEF comme celle de L'Espace GO. Elle affirme à ce sujet qu'il « est devenu un théâtre patriarcal. Il ne reste aucune trace du Théâtre des femmes dans le lieu Espace Go : aucune photo des fondatrices ni des nombreuses productions faites par des femmes.» Elle qualifie cette réappropriation de « falsification de l'histoire ». Ginette Noiseux, pour sa part, maintient sa position et affirme : « Ce que j'ai fait de cette compagnie n'est pas le projet de Pol Pelletier, mais c'est un projet vivant pour un public de libres penseurs et de libres penseuses (…) Pour le 30e, je voulais regarder vers l'avenir, sans être en négation avec le passé. Je ne renierai jamais l'héritage que Pol et les autres créatrices m'ont laissé.» 

## Réalisations

### À ma mère, à ma mère, à ma mère, à ma voisine(1978)
Cette pièce a été montée par le Théâtre Expérimental de Montréal, mais il s'agit d'un «prélude à la fondation du Théâtre expérimental des femmes en 1979». C'est une pièce qui est née de Pol Pelletier, Louise Laprade et Nicole Lecavalier à travers «des rêves éveillés, de l'improvisation, des discussions, de l'écriture individuelle et collective et des exercices corporels». Les thèmes abordés seront par la suite récurrents dans les créations du TEM, puisqu'il «dramatise l’exploitation et l’humiliation du corps féminin par les institutions et les restrictions sociales du patriarcat, dont la capacité procréatrice qui dicte son rôle à la femme. » Cette pièce explore le rapport mère/fille en lien en passant par la « construction sociale de la maternité et de la féminité au détriment de la sexualité féminine ».

### La Peur surtout(1979)
La Peur surtout marque les débuts du TEF. C'est une création collective de Markita Boies, Nicole Lecavalier, Johanne Melanson, Hélène Mercier, Anne-Marie Provencher et Pol Pelletier, c'est cette dernière qui en assure la mise en scène.

### Parce que c'est la nuit(1980)
Création collective, mise en scène de Pol Pelletier.

### Talon haut(1980)
À partir d'une idée originale d'Alice Ronfart et Michelle Allen, dans une mise en scène de Louise Laprade.

### La lumière blanche(1981)
Cette pièce est une création de Pol Pelletier. C'est la première qui ne nait pas d'un collectif, mais de l'écriture d'une seule des membres. Elle regroupe plusieurs thématiques présentées dans les précédentes pièces de TEF en étant « la mise en forme la plus cohérente et la plus achevée de tous les thèmes développés depuis le début par le T.E.F.» Cette pièce est rejouée en 1985 au Théâtre d'Aujourd'hui, dans une mise en scène de Marie-Denise Daudelin, dans le cadre du Festival TransAmériques (FTA).

### La terre est trop courte, Violette Leduc(1981)
Le TEF met en scène ce texte de Jovette Marchessault, qui va de pair avec le désir de présenter des dramaturgies féminines. La pièce s'enracine dans l'histoire et présente donc, comparativement aux pièces précédentes «un univers réaliste plus traditionnel». La protagoniste, Violette Leduc, écrivaine, croise à travers son parcours plusieurs figures intellectuelles et littéraires de l'époque.

### Avez-vous vu la dame en haut?(1982)
Pièce écrite par Nicole Lecavalier qui présente des femmes fortes à travers un bestiaire et un humour.

### Ballade pour trois baleines (1982)
Texte de Lise Vaillancourt, mise en scène de Pol Pelletier et Louise Laprade.

### Le Rire de l'étrangère(1983)
Texte de Suzanne Jacob, mise en scène de Laurence Jourde.

### Dandigores(1984)
Texte de Ginette Noiseux, Mise en scène de Louise Laprade.

### Marie-Antoine, opus 1(1984)
Pièce écrite par Lise Vaillancourt et mise en scène par Pol Pelletier. Dans cette pièce, Marie Antoine, muette, ne souhaite pas se conformer aux valeurs traditionalistes de sa famille par un refus du monde qui l'entoure 

### Si tu toi aussi tu m'abandonnes(1986)
Création de Pauline Harvey et Lise Vaillancourt.

### Le Beau show(1987)
Alors que la compagnie est dans un état de précarité Hélène Pednault présente un spectacle bénéfice avec des collaborateurs: Geneviève Paris, Michel Rivard, Marie-Claire Séguin, Richard Séguin et Sylvie Tremblay  au Théâtre d'Aujourd'hui.

### La soirée des murmures(1987)
Création collective pluridisciplinaire, dans une mise en scène de Ginette Noiseux, avec la participation de 50 femmes, coproduction du TEF et du FTA.

### La paresse(1987)
Texte et mise en scène de Nathalie Delorme.

### La Déposition(1988)
Pièce d'Hélène Pednault, mise en scène par Claude Poissant, qui assure la première mise en scène masculine du TEF. Il y aura des reprises de cette pièce en 1989 et 1990. Il s'agit d'un huis clos, avec Léna Fulvi, accusée du meurtre de sa mère, qu'elle défend avec le motif de la haine et un policier qui l'interroge à ce propos.

### La Tempête(1988)
Traduction du texte de Shakespeare par Marie Cardinal et Alice Ronfard,mis en scène par cette dernière.

### Gémeaux croisés(1988)
Textes de Denise Boucher, Pauline Julien et Anne Sylvestre dans une mise en scène de Viviane Téophilides.

### L'Annonce faite à Marie(1989)
Pièce de Paul Claudel, mise en scène par Alice Ronfard et jouée au Grand Séminaire.

### Billy Strauss(1990)
Texte de Lise Vaillancourt, dans une mise en scène d'Alice Ronfard. Il s'agit de la dernière création sous le nom de Théâtre expérimental des femmes.

## Annexe

### Pages connexes
- Pol Pelletier
- Louise Laprade
- Lise Vaillancourt
- Théâtre des cuisines